# Ilan Rubin
Ilan Rubin (né le 7 juillet 1988 à San Diego, Californie), est un musicien américain multi-instrumentiste plus connu pour avoir été le batteur de Lostprophets entre 2006 et 2009 ainsi que de Nine Inch Nails durant leur dernière tournée en 2008 et 2009. Le 20 octobre 2011, il rejoint le groupe Angels & Airwaves en remplacement d'Atom Willard.
Il a également fondé le projet The New Regime où il a assuré toutes les parties de batteries, chants, guitares, basses et claviers sur l'album.
Le 28 juin 2012, le groupe Paramore annonce que Rubin joue les parties de batterie sur leur quatrième album.
En mai 2013, Ilan Rubin quitte la tournée de Paramore et rejoint à nouveau Nine Inch Nails pour la tournée d'été de reformation du groupe.
En 2025, Rubin intègre les Foo Fighters .